# Fallacipsyche
Fallacipsyche är ett släkte av fjärilar. Fallacipsyche ingår i familjen säckspinnare.
Kladogram enligt Catalogue of Life:
| Fallacipsyche | \| \| Fallacipsyche adelpha \| \| \| \| \| \| Fallacipsyche coccivora \| \| \| \| |
|               | \| \| Fallacipsyche adelpha \| \| \| \| \| \| Fallacipsyche coccivora \| \| \| \| |
|               | Fallacipsyche adelpha                                                             |
|               |                                                                                   |
|               | Fallacipsyche coccivora                                                           |
|               |                                                                                   |